# Crematogaster delagoensis
Crematogaster delagoensis är en myrart som beskrevs av Auguste-Henri Forel 1894. Crematogaster delagoensis ingår i släktet Crematogaster och familjen myror.

## Underarter
Arten delas in i följande underarter:
- C. d. acutidens
- C. d. delagoensis
- C. d. merwei
- C. d. rhodesiana